# Ghiacciaio Koski
Il ghiacciaio Koski  (in lingua inglese: Koski Glacier) è ghiacciaio antartico lungo 13 km, che fluisce in direzione est dalla porzione centro-orientale della calotta di ghiaccio del Dominion Range, catena montuosa che fa parte dei Monti della Regina Maud, in Antartide.
Il ghiacciaio è situato poco a nord del Vandament Glacier, che fluisce in senso parallelo, e va a terminare nel ghiacciaio Mill, poco a sudest del Browns Butte. 
La denominazione è stata assegnata dal Comitato consultivo dei nomi antartici (US-ACAN)  in onore di Raymond J. Koski, ingegnere dell'United States Antarctic Research Program che ha partecipato a numerose attraversate con partenza dalla base Amundsen-Scott nel periodo 1962–63, 1963–64 e 1964–65.